# Прилеп (Бургаська область)
При́леп (болг. Прилеп) — село в Бургаській області Болгарії. Входить до складу общини Сунгурларе.

## Населення
Станом на вересень 2021 року населення складало 534 особи. Густота населення — 17,74 особи/км².
За даними перепису населення 2011 року у селі проживали 634 особи.
Національний склад населення села:
| Національність   | Кількість осіб | Відсоток |
| ---------------- | -------------- | -------- |
| турки            | 328            | 51,8%    |
| болгари          | 259            | 40,9%    |
| цигани           | 40             | 6,3%     |
| Всього відповіли | 633            |          |

Розподіл населення за віком у 2011 році:
Динаміка населення: